# Daniela Ferrian
Daniela Ferrian (Asti, 12 settembre 1961) è un'ex velocista italiana, sette volte campionessa nazionale e che vanta 51 presenze in nazionale.

## Biografia
Ha partecipato ai Giochi olimpici di Seul 1988 gareggiando con la staffetta 4×100 m ed è detentrice del primato italiano della staffetta 4×200 m indoor.

## Record nazionali

### Seniores
- Staffetta 4×200 metri indoor: 1'34"05 ( Torino, 11 febbraio 1984) (Laura Miano, Daniela Ferrian, Erica Rossi, Marisa Masullo)

## Palmarès
| Anno | Manifestazione  | Sede | Evento      | Risultato  | Prestazione | Note |
| ---- | --------------- | ---- | ----------- | ---------- | ----------- | ---- |
| 1988 | Giochi olimpici | Seul | 4×100 metri | semifinale | 43"97       |      |

## Campionati nazionali
- 1 volta campionessa nazionale nei 200 metri piani (1986)[1]
- 2 volte campionessa nazionale indoor nei 60 metri piani (1986, 1987)[2]
- 4 volte campionessa nazionale indoor nei 200 metri piani (1985, 1987, 1991, 1993)[2]